# سيف الدين تنكز
الأميرُ الكبيرُ المَهيبُ سَيفُ الدين أبو سعيد تنكز نائِبُ السلطنة بالشام، وصفه صلاح الدين الصفدي بأنّه: «الأمير الكبير المهيب العادل الفريد». بدأ حياته مملوكًا في مصر، ما لبث أن تدرّج في لمناصب والوظائف المملوكية حتى أصبح أعلى وأقوى شخصيّة إدارية وعسكرية في بلاد الشام في عهد السلطان الملك الناصر محمد بن قلاوون، وقد زوّج أولاده من بنات السلطان. وبقي تنكز في منصبه حتى عُزل سنة 740 هـ.

## حياته
جُلِبَ إلى القاهرة وهو حَدَثٌ، فنشأ بها، جلبه الخواجا علاء الدين السيواسي، فاشتراه الأمير حسام الدين لاجين، فلما قُتِلَ لاجين في سلطنته صار من خاصكية السلطان الناصر محمد، وشهد معه معركة وادي الخزندار ثم معركة شقحب، سمع صحيح البخاري غير مرة من ابن الشحنة، وسمع كتاب الآثار للطحاوي، وصحيح مسلم. تولى نيابةَ السلطان بدمشق في شهر ربيع الآخر سنة 712 وتمكَّن في النيابة, وسار بالعساكِرِ إلى ملطية فافتتحها وعظُمَ شأنُه وهابه الأمراءُ بدمشق ونوَّاب الشام، وأمِنَ الرعايا به ولم يكُنْ أحدٌ من الأمراء ولا من أربابِ الجاه يَقدِرُ يظلِمُ أحدًا ذِمِّيًّا أو غيره خوفًا منه؛ لبطشه وشِدَّة إيقاعه.

## صفته
وصفه صلاح الدين الصفدي بأنّه: «كان أبيض إلى السمرة، كأنّ وجهه عليه حسن القمر وسعد الزهرة، رشيق القامة، متوسط الهامة، مليح الشعر، لا يحسن وصفه من شعر، خفيف اللحية والشارب، قليل الشيب، بعيد من الخنا والفاحشة والريب، يملك نفسه عند المحارم، ويعد مغانم الفاحشة من المغارم، يذوب وجداً في هواه ويفنى غرامًا، ولا يرتكب - مع القدرة - حرامًا. يعظّم الشرع الشريف ولا يخرج عن حكمه، ويوقر من يراه من الفضلاء لعلمه، ماله لذة في غير أمن رعاياه، ومن انضوى إلى ظله أو انزوى إلى زواياه، وكانت بذلك أيامه أعيادًا، ولياليه أعراسًا، وأموال الناس موفرة عليهم لا تفارق منهم أكياسًا، كم أخذ الناس من إمره، وما نالهم غرامة خيط في إبره. وكم باشروا ولايات، وكم وصلوا إلى عدة نيابات، وكم وصل من إقطاع، وكم حكم حاكماً فقضى وهو بأمره يطاع، وما أحد تنوبه غرامه، ولا يعرف أسد خبت من غزلان رامه. ولم ير الناس أعف من يده ولا من فرجه، ولا شاهدوا شمس عدل نزلت أحسن من برجه، وأطار الله طائر حرمته ومهابته في سائر البلاد، وأثار سائر معرفته بين أهل الجدال والجلاد، ولذلك كانت الأسعار رخيصه، والضعيف لا ترعد له من القوي فريصه، وسائر الأصناف موجوده، وأثمانها واقفة عند حدود محدوده».

## إعماراته
اشتُهر الأمير تنكز برعايته للكثير من الأعمال المعمارية في دمشق والقدس والخليل وباقي مدن فلسطين وغيرها، وتضمّنت هذه الأعمال إنشاء المدارس والجوامع والحمّامات والخانات وتأمين المياه، ساعده على ذلك ثروته المالية الكبيرة. ففي مدينة القدس قام بإنشاء السوق المعرو اليوم بسوق القطانين، والذي ضم حمامين وخانًا ورباطًا للنساء، كما جرت في عهده ترميم المسجد الأقصى، والمسجد الإبراهيمي، كما أنشأ المدرسة التنكزية في القدس عام 728 هـ. وفي دمشق عمّر جامعه المعروف بجامع تنكز سنة 717 هـ، وأنشأ إلى جانبه مقبرة وداراً وحماماً.

## وفاته
تغير السلطان الناصر محمد على تنكز, وكان سَبَبُ تغير الحال بينهما- مع أن السلطان متزوج من بنته وأراد كذلك تزويجَ ولديه من بناته- لَمَّا قَتَل تنكز جماعةً من النصارى بسَبَبِ افتعالهم الحريقَ بدمشق، عَنَّف عليه السلطان، وأن في ذلك سببًا لقتل المسلمين في القُسطنطينية، وزاد الأمرَ أنَّه أمَرَه بإحضار الأموال المتحَصَّلة من جرَّاء هذه الحادثة وأن يجهِّزَ بناتِه، فاعتذر تنكز بانشغالِه بعمارةِ ما أكَلَه الحريقُ وأنَّه أنفق تلك الأموالَ في ذلك، وزاد الأمرَ كذلك سعايةُ بعض الحاسدين عليه لدى السلطانِ حتى أمر السلطان بإحضارِه إلى مصر، فخرج جيشٌ من مصر لإحضاره من دمشقَ، وكان تنكز قد عرف بالأمرِ، فخرج وأخرج أموالَه وأهله، فوصلَ إليه الأمراء من القاهرةِ وعَرَّفوه مرسومَ السلطان وأخَذوه وأركبوه إكديشًا- حصانًا غير أصيل يُستخدَم في حمل الآلات والعدَّة- وساروا به إلى نائب صفد، وأمر طشتمر بتنكز فأُنزِلَ عن فرسه على ثوب سرج، وقيده قرمجي مملوكُه، وأخذه الأمير بيبرس السلاح دار، وتوجَّه به إلى الكسوة، فحدث له إسهالٌ ورِعدةٌ خيفَ عليه منه الموتُ، وأقام بها يومًا وليلة، ثم مضى به بيبرس إلى القاهرة, وفي يومِ الثلاثاء سابِعَ المحرم وصل الأمير سيف الدين تنكز نائِبُ الشام وهو متضَعِّفٌ، بصحبة الأمير بيبرس السلاح دار، وأُنزِلَ من القلعة بمكانٍ ضَيقٍ حَرَجٍ، وقَصَد السلطان ضَرْبَه بالمقارعِ، فقام الأميرُ قوصون في الشفاعة له حتى أجيبَ إلى ذلك، وبعث إليه السلطان يُهَدِّدُه حتى يعترف بما له من المالِ، ويَذكُر من كان موافِقًا على العصيان من الأمراء، فأجاب تنكز بأنَّه لا مال له سوى ثلاثين ألف دينار وديعةً عنده لأيتامِ بكتمر الساقي، وأنكر أن يكون خرجَ عن الطاعة.

### مقتله
أمر السلطانُ في الليلِ فأُخرِجَ مع ابن صابر المقَدَّم وأمير جندار، وحُمِلَ في حراقة –سفينة- بالنيل إلى الإسكندرية، فقَتَلَه بها إبراهيم بن صابر المقَدَّم في يوم الثلاثاء خامس عشر ودفنوه بالإسكندرية، وقد جاوز الستينَ، ثم نقل من الإسكندرية بعد ثلاث سنين ونصف أو أكثر، بشفاعةِ ابنتِه زوجة السُّلطانِ الناصر محمد بن قلاوون، فأَذِنَ في ذلك وأرادوا أن يُدفَنَ بمدرسته بالقدس الشريف، فلم يُمكِنْ، فجيء به إلى تربته بدمشق في رجب، ودُفن بجوار جامع تنكز.